# Thaddeus William Harris

Thaddeus William Harris (Dorchester 12 november 1795 - Cambridge 16 januari 1856) was een Amerikaans entomoloog en botanicus. 
Hij was een pionier op het gebied van toegepaste entomologie.

## Levensloop
Thaddeus William Harris' vader was Unitarian minister en tijdelijk bibliothecaris 
aan de Harvard Universiteit. Harris studeerde geneeskunde aan de Harvard Universiteit en haalde zijn
Doctor of Medicine graad in 1820. In 1831 volgde hij Benjamin Peirce op als bibliothecaris aan de Harvard 
universiteit. 
Als student werd Zijn belangstelling voor insecten gewekt tijdens de lessen van professor William Dandridge Peck (1763-1822).
Harris had in zijn tijd als bibliothecaris ook natuurlijke historie gedoceerd en was medeoprichter 
van de Harvard Natural History Society. In 1837 was hij een van degenen die belast waren met het inventariseren van de 
flora en fauna van Massachusetts. Het resultaat was de Systematic Catalogue of the Insects of Massachusetts,
een systematische catalogus van 2350 insecten.  
Harris was getrouwd en had twaalf kinderen.

## Werken
- A treatise on some insects injurious to vegetation. Boston 1842, 1852, 1862 (online).

- Bibliothèque nationale de France: cb161884496 (data)
- Gemeinsame Normdatei: 117498483
- International Standard Name Identifier: 0000 0000 8083 1576
- Library of Congress Control Number: n92107661
- Nationale Bibliotheek van Israël: 987007273127105171
- Nederlandse Thesaurus van Auteursnamen: 238938298
- SNAC: w6vj6cx1
- Système universitaire de documentation: 136529488
- Trove: 851987
- Virtual International Authority File: 3250022
- WorldCat: E39PBJtcGHFrxgj7939jtDkv73